# Narcotráfico y corrupción en México en los años 70
El narcotráfico y la corrupción en México durante los años 70 fueron fenómenos clave que definieron el curso de la historia contemporánea de México. Durante esta década, las relaciones entre el crimen organizado y funcionarios gubernamentales, junto con el incremento de la demanda de drogas en Estados Unidos, sentaron las bases para el surgimiento y consolidación de los cárteles modernos.

## Contexto histórico
A principios de los años 70, las relaciones entre México y Estados Unidos se tensaron debido a medidas como la Operación Intercepción, implementada por el gobierno estadounidense para frenar la entrada de marihuana procedente de México. Este periodo marcó el inicio de campañas antidrogas en territorio mexicano, a menudo influenciadas por la política exterior de Estados Unidos.
En México, el gobierno lanzó una serie de iniciativas contra el narcotráfico, como la Operación Cóndor. Aunque se presentaron como éxitos, estas medidas estuvieron plagadas de casos de corrupción y abuso de poder. El subprocurador de la República, David Franco Rodríguez, llegó a declarar que el narcotráfico había disminuido entre un 80 y 90 %, una afirmación desmentida por los hechos.

## Corrupción y violencia
Durante esta década, la colaboración entre el crimen organizado y funcionarios públicos quedó evidenciada en numerosos casos. Un ejemplo destacado fue el del comandante Francisco Sahagún Baca, quien operó en Hermosillo entre 1972 y 1975. Sahagún Baca protegió a narcotraficantes y, tras ser señalado, huyó a España. Sin embargo, regresó a México bajo la protección de altos funcionarios durante el sexenio de José López Portillo.
Otro caso emblemático fue el de Manuel Salcido Uzeta, conocido como El Cochiloco. Este narcotraficante sobornó a agentes de la Policía Judicial para facilitar sus actividades ilícitas. Su fuga de prisión, lograda mediante un soborno de medio millón de pesos, puso en evidencia la debilidad del sistema judicial y penitenciario mexicano. 
La violencia también alcanzó a figuras públicas. Durante este periodo, fue común el asesinato de policías, periodistas y otras personas involucradas en investigaciones sobre el narcotráfico. Uno de los casos más notorios fue el del periodista Roberto Martínez Montenegro, quien escribió extensamente sobre el narcotráfico en Sinaloa antes de ser asesinado en 1978.

## Surgimiento de la narcocultura
La década de los 70 fue también el punto de inicio de la narcocultura en México. Canciones que glorificaban a narcotraficantes se popularizaron entre los jóvenes, especialmente en estados como Sinaloa. Este fenómeno musical sentó las bases de los narcocorridos, un género que aún persiste en la actualidad.
La romantización de los narcotraficantes debilitó la legitimidad de las autoridades federales y fomentó un entorno social donde el narcotráfico era visto por algunos sectores como una alternativa aceptable ante la pobreza y la falta de oportunidades.

## Impacto y legado
Los eventos de los años 70 marcaron un antes y un después en la lucha contra el narcotráfico en México. Aunque se implementaron operaciones militares como la Operación Cóndor, el problema no solo persistió, sino que se intensificó en las décadas posteriores. La complicidad entre funcionarios públicos y criminales, junto con la corrupción institucionalizada, contribuyó al crecimiento de los cárteles y al fortalecimiento del narcotráfico como fenómeno social y económico. 